# Dene Valley
Dene Valley – civil parish w Anglii, w hrabstwie Durham. W 2011 roku civil parish liczyła 2478 mieszkańców.